# Medalha Elizabeth Blackwell
A Medalha Elizabeth Blackwell (em inglês:  Elizabeth Blackwell Medal) é concedida anualmente pela American Medical Women's Association (AMWA). A medalha é denominada em memória de Elizabeth Blackwell, a primeira mulher a receber um grau superior em medicina nos Estados Unidos e uma pioneira na promoção da educação da mulher em medicina. Estabelecida por Elise L'Esperance em 1949, 100 anos após Blackwell receber seu grau em medicina, a medalha é concedida a uma mulher médica "que fez a mais significativa contribuição para a causa da mulher na área da medicina." Antes de 1993 a medalha foi concedida apenas para membros da AMWA.

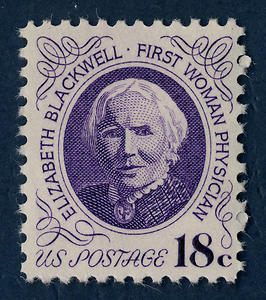
Selo com estampa de Elizabeth Blackwell

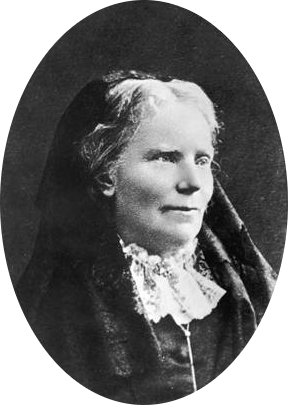
Elizabeth Blackwell

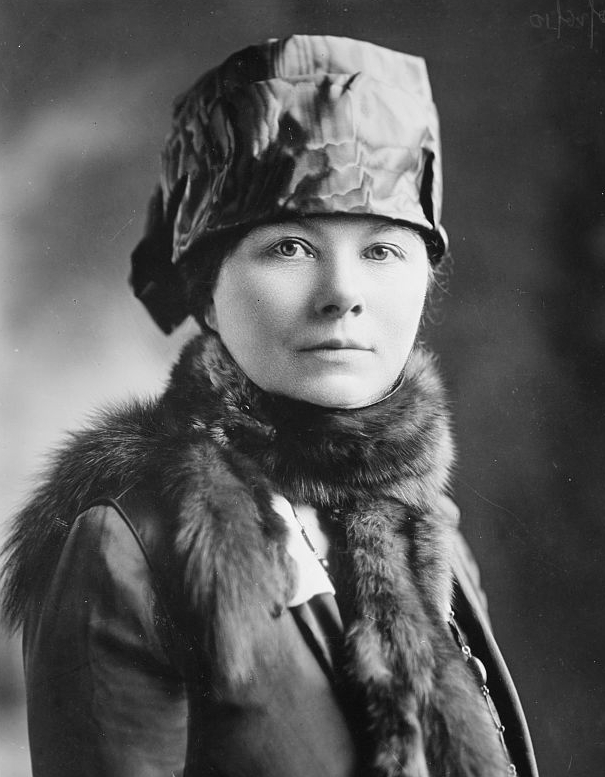
Esther Pohl Lovejoy recebeu a medalha em 1951 e 1957

## Recipientes
Fonte: AMWA
| Ano  | Recipiente                               |
| ---- | ---------------------------------------- |
| 1949 | Mary Riggs Noble                         |
| 1950 | Bertha Van Hoosen                        |
| 1951 | Esther Pohl Lovejoy                      |
| 1952 | Catharine Macfarlane                     |
| 1953 | Elizabeth Bass                           |
| 1954 | Mabel E. Gardner                         |
| 1955 | Elise L'Esperance                        |
| 1956 | Evangeline S. Stenhouse                  |
| 1957 | Esther Pohl Lovejoy                      |
| 1958 | Ada Chree Reid                           |
| 1959 | Helen F. Schrack                         |
| 1960 | Nelle Sparks Noble                       |
| 1961 | Elizabeth Kittredge                      |
| 1962 | Judith Emmelia Ahlem                     |
| 1963 | Elizabeth S. Waugh                       |
| 1964 | Helena T. Ratterman                      |
| 1965 | Camille Mermod                           |
| 1966 | Esther C. Marting                        |
| 1967 | Amey Chappell                            |
| 1968 | Margaret J. Schneider                    |
| 1969 | Katharine W. Wright                      |
| 1970 | Rosa Lee Nemir                           |
| 1971 | Frieda Bauman                            |
| 1972 | Alma Dea Morani                          |
| 1973 | Alice Drew Chenoweth                     |
| 1974 | Laura E. Morrow                          |
| 1975 | Ruth Hartgraves                          |
| 1976 | Claire F. Ryder                          |
| 1977 | Eva P. Dodge e Edith P. Brown            |
| 1978 | Minerva S. Buerk                         |
| 1979 | Bernice C. Sachs                         |
| 1980 | Ann P.D. Manton                          |
| 1981 | Mathilda R. Vaschak                      |
| 1982 | Helen Taussig                            |
| 1983 | Clara Raven                              |
| 1984 | Charlotte H. Kerr e Helen Caldicott      |
| 1985 | Carol C. Nadelson                        |
| 1986 | Luella Klein                             |
| 1987 | A. Lois Scully                           |
| 1988 | Claudine M. Gay                          |
| 1989 | Helen Octavia Dickens                    |
| 1990 | Lila A. Wallis                           |
| 1991 | Anne L. Barlow                           |
| 1992 | Roselyn P. Epps e Jane Elizabeth Hodgson |
| 1993 | Yoshiye Togasaki                         |
| 1994 | Anne H. Flitcraft                        |
| 1995 | Vivian W. Pinn                           |
| 1996 | Elizabeth W. Karlin                      |
| 1997 | LeClair Bissell                          |
| 1998 | Leah J. Dickstein e Tina Strobos         |
| 1999 | Lila Stein Kroser                        |
| 2000 | Nanette Kass Wenger e Jeanne Spurlock    |
| 2001 | No Annual Meeting, no selection          |
| 2002 | Olga Jonasson                            |
| 2003 | Joanne Lynn                              |
| 2004 | Mary Jane England                        |
| 2005 | Sarah S. Donaldson                       |
| 2006 | Patricia Numann                          |
| 2007 | Debra R. Judelson                        |
| 2008 | Elinor Christiansen                      |
| 2009 | Nancy Nielson                            |
| 2010 | Linda Clever                             |
| 2011 | Valerie Montgomery Rice                  |
| 2012 | Luanne Thorndyke                         |
| 2013 | Kimberly Templeton                       |
| 2014 | Mary Guinan                              |
| 2015 | Mae Jemison                              |
| 2016 | Padmini Murthy                           |